# Joseph Hanse
Joseph Hanse (* 5. Oktober 1902 in Floreffe; † 7. November 1992 in Watermael-Boitsfort) war ein belgischer Romanist, Literaturwissenschaftler und Grammatiker.

## Leben und Werk
Hanse promovierte 1925 an der Katholischen Universität Löwen über  Charles de Coster (Löwen 1928; Brüssel 1990 mit Vorwort von Raymond Trousson) und war Gymnasiallehrer. Von 1945 bis 1973 lehrte er an seiner Mutteruniversität. Ab 1956 war er Mitglied der Académie royale de langue et de littérature françaises. Von der Gründung 1968 bis 1991 war er Vorsitzender des Conseil international de la langue française, der die Interessen der gesamten Frankophonie vertritt. Hanse wurde Ehrendoktor der Universitäten Bologna (1989) und Paris XII Val de Marne (1990). Er ist Ehrenbürger der Stadt Watermael-Boitsfort.

Sein Name ist vor allem mit dem Nouveau Dictionnaire des difficultés du français moderne verbunden, den er 1949 in erster Auflage (Paris/Brüssel, 759 Seiten u. d. T. Dictionnaire des difficultés grammaticales et lexicologiques) und 1983 in stark erweiterter Auflage (Paris, 1014 Seiten) publizierte und der zu einem  Standardwerk wurde (Paris 1987, 1031 Seiten, 3. postume Auflage zusammen mit Daniel Blampain, Louvain-la-Neuve 1994, 983 Seiten, 4. Auflage, 2000, 649 Seiten, 5. Auflage, 2005, Buch und CD).

## Weitere Werke
- (Hrsg. zusammen mit Gustave Charlier) Histoire illustrée des lettres françaises de Belgique, Brüssel 1958
- (Hrsg.) Charles De Coster, La Légende et les aventures héroïques, joyeuses et glorieuses d'Ulenspiegel et de Lamme Goedzak au pays de Flandres et ailleurs. Édition définitive, Brüssel 1959, 2. Auflage 1966
- (Hrsg.) Maurice Maeterlinck, Poésies complètes. Serres chaudes. Quinze chansons. Neuf chansons de la trentaine. Treize chansons de l'âge mûr. Édition définitive, Brüssel 1965
- (zusammen mit Albert Doppagne und Hélène Bourgeois-Gielen)  Chasse aux belgicismes, Brüssel 1971, Nouvelle chasse aux belgismes, Brüssel 1974
- (zusammen mit Albert Doppagne, André Goosse, Maurice Grevisse, Jacques Pohl und Léon Warnant) Régionalismes lexicaux de Belgique. Premier inventaire, Brüssel 1979
- Orthographe et grammaire. Politique nouvelle, Paris 1980
- (Hrsg.) Charles De Coster, Légendes flamandes; édition critique, Brüssel 1990
- Naissance d'une littérature [zu De Coster, Verhaeren, Maeterlinck], Brüssel 1992
- (zusammen mit  Michèle Lenoble-Pinson, Willy Bal, Albert Doppagne, André Goosse, Jacques Pohl  und Léon Warnant) Belgicismes. Inventaire des particularités lexicales du français de Belgique, Louvain-La-Neuve 1994